# زبردم‌ها
زبردم‌ها (نام علمی: Trachurus) نام یک سرده از تیره گیش‌ماهیان است.